# Austridotea rotundicauda
Austridotea rotundicauda är en kräftdjursart som först beskrevs av Edward John Miers 1881.
Austridotea rotundicauda ingår i släktet Austridotea och familjen tånglöss. Inga underarter finns listade i Catalogue of Life.